# Big Boys
Big Boys é uma sitcom britânica criada e escrita por Jack Rooke, transmitida pela primeira vez no Channel 4 e disponível no serviço de vídeo sob demanda All 4 a partir de 26 de maio de 2022. É estrelada por Dylan Llewellyn e Jon Pointing.

## Elenco
- Dylan Llewellyn como Jack
- Jon Pointing como Danny
- Katy Wix como Jules
- Camille Coduri como Peggy, a mãe de Jack
- Izuka Hoyle como Corinne
- Olisa Odele como Yemi
- Kristy Philipps como Leisa
- Callum Mardy como Ash
- Rhiannon Clements como 'Mad Debs'
- Harriet Webb como Shannon
- Annette Badland como Nanny Bingo, avó de Jack
- Ian Burfield como Laurie, o pai de Jack
- Sheila Reid como Iris, a avó de Danny
- Robert Gilbert como Tim
- Lucia Keskin como Kelly
- Mark Silcox como Dhru 'Ru' Pal

## Recepão
Carol Midgley deu quatro de cinco estrelas para a série, e escreveu no The Times, que é "uma das comédias tristes e felizes mais engraçadas, ternas e profundas que vi este ano e vale o tempo de qualquer pessoa, não apenas porque aborda temas como luto, amadurecimento e sexualidade com um toque lindamente leve, mas porque o elenco dá a impressão de que adora interpretá-lo". Anita Singh, do The Telegraph escreveu que "esta comédia borbulhante... também é um estudo tratado com sensibilidade sobre amizade e perda" e "[as] partes sinceras são habilmente tecidas em torno de uma comédia mais padrão", com "muitas risadas, mas no fundo esta é a história de uma amizade que você espera que dê certo".
A série ficou em sexto lugar na lista do The Guardian dos "50 melhores programas de 2022".

## Prêmios e indicações
| Ano  | Prêmio                                         | Categoria                          | Indicado(s)                                                 | Resultado | Ref.  |
| ---- | ---------------------------------------------- | ---------------------------------- | ----------------------------------------------------------- | --------- | ----- |
| 2022 | Royal Television Society Craft & Design Awards | Direção - Comédia Dramática/Sitcom | Jim Archer                                                  | Indicado  | [ 6 ] |
| 2023 | Writers' Guild of Great Britain Awards         | Melhor Sitcom                      | Jack Rooke                                                  | Venceu    | [ 7 ] |
| 2023 | Royal Television Society Programme Awards      | Melhor Roteiro de Comédia          | Big Boys                                                    | Indicado  | [ 8 ] |
| 2023 | Royal Television Society Programme Awards      | Melhor Ator de Comédia             | Jon Pointing                                                | Indicado  | [ 8 ] |
| 2023 | Royal Television Society Programme Awards      | Escritor: Comédia                  | Jack Rooke                                                  | Indicado  | [ 8 ] |
| 2023 | British Academy Television Awards              | Melhor Comédia Roteirizada         | Jack Rooke, Jim Archer, Ash Atalla, Alex Smith, Bertie Peek | Indicado  | [ 9 ] |
| 2023 | British Academy Television Awards              | Melhor Ator de Comédia             | Jon Pointing                                                | Indicado  | [ 9 ] |
| 2023 | British Academy Television Craft Awards        | Melhor Roteiro: Comédia            | Jack Rooke                                                  | Indicado  | [ 9 ] |
| 2023 | British Academy Television Craft Awards        | Melhor Talento Emergente: Ficção   | Jack Rooke                                                  | Indicado  | [ 9 ] |